# Condado de Thomas (Kansas)
El condado de Thomas (en inglés: Thomas County), fundado en 1885, es uno de 105 condados del estado estadounidense de Kansas. En el año 2005, el condado tenía una población de 7,639 habitantes y una densidad poblacional de 2.7 personas por km². La sede del condado es Colby. El condado recibe su nombre en honor a George Henry Thomas.

## Geografía
Según la Oficina del Censo, el condado tiene un área total de 2784 km² (1074,9 mi²), de la cual 2784 km² (1074,9 mi²) es tierra y 0 km² (0 mi²) (0.01%) es agua.

### Condados adyacentes
- Condado de Rawlins (norte)
- Condado de Decatur (noreste)
- Condado de Sheridan (este)
- Condado de Gove (sureste)
- Condado de Logan (sur)
- Condado de Sherman (oeste)

## Demografía
Según la Oficina del Censo en 2000, los ingresos medios por hogar en el condado eran de $37,034, y los ingresos medios por familia eran $45,931. Los hombres tenían unos ingresos medios de $33,833 frente a los $21,310 para las mujeres. La renta per cápita para el condado era de $19,028. Alrededor del 9.70% de la población estaban por debajo del umbral de pobreza.

## Localidades
Población estimada en 2004;
- Colby, 5,145 (sede)
- Brewster, 268
- Rexford, 153
- Gem, 93
- Menlo, 56
- Oakley (solo una pequeña parte)

## Municipios
El condado de Thomas está dividido entre 13 municipios. Colby es considerada independientes a nivel de gobierno, y todos los datos de población para el censo e las ciudades son incluidas en el municipio.

## Educación

### Distritos escolares
- Brewster USD 314
- Colby USD 315
- Golden Plains USD 316